# Robert G. Chambers
Robert G. Chambers, FRS, é um cientista britânico. Foi agraciado com a Medalha Hughes 1994 da Royal Society "por suas muitas contribuições à física do estado sólido, em particular a sua engenhosa e tecnicamente exigente experiência que verificou o efeito Aharonov-Bohm sobre o comportamento de partículas carregadas em campos magnéticos".